# Inakigogo
Inakigogo är ett vattendrag i Burundi.   Det ligger i provinsen Ngozi, i den norra delen av landet, 80 kilometer nordost om huvudstaden Bujumbura.
Omgivningarna runt Inakigogo är en mosaik av jordbruksmark och naturlig växtlighet. Runt Inakigogo är det tätbefolkat, med 570 invånare per kvadratkilometer.